# Karolina Sztokfisz
Karolina Sztokfisz, née le 15 février 1989 à Zakopane, est une snowboardeuse polonaise spécialisée dans les épreuves de slalom parallèle.

## Palmarès

### Jeux olympiques
| Édition/Discipline | Slalom parallèle | Slalom géant parallèle |
| JO 2014            | 25e              | 28e                    |
| JO 2018            |                  |                        |